# 德川宗尹
德川宗尹（1721年9月7日—1765年1月13日），又名一橋宗尹，江戶時代的大名，御三卿之一一橋德川家初代當主。德川幕府第八代將軍德川吉宗第四子，母親為側室梅（深心院）。正室是一條兼香之女深達院，乳名是小五郎。官至從三位參議，贈從二位權中納言。
享保16年(1731年)，吉宗賜予次子宗武及四子宗尹位在田安門、一橋門的宅邸，給予十萬石俸祿，目的是希望這兩位賢明的弟弟能輔佐這位不長進的長兄家重，及斷絕來自御三家尾張藩第七代藩主德川宗春的繼承將軍位的希望而建立御三卿。
明和元年（1765年）十二月二十二日，宗尹病逝，享年四十四歲。一橋德川家由他的第四子德川治濟繼承。他的長子松平重昌及三子松平重富先後成為越前福井藩第十一代及第十二代藩主。
第十代將軍德川家治因嗣子德川家基於1779年猝死，遂於安永10年（1781年）立德川治濟的長男豐千代（後來的第十一代將軍德川家齊）為養嗣子，因而其後的將軍大多是德川宗尹的子孫。
- 法名：覺了院殿冬巖性達大居士